# Lijst van voetbalinterlands Bulgarije - Luxemburg
Deze lijst van voetbalinterlands is een overzicht van alle officiële voetbalwedstrijden tussen de nationale teams van Bulgarije en Luxemburg. De landen speelden tot op heden zeventien keer tegen elkaar. De eerste ontmoeting, een kwalificatiewedstrijd voor het Wereldkampioenschap voetbal 1970, werd gespeeld in Sofia op 23 april 1969. Het laatste duel, een groepswedstrijd tijdens de UEFA Nations League 2024/25, vond plaats op 15 november 2024 in Luxemburg.

## Wedstrijden
| №  | Plaats    | Datum             | Competitie                  | Wedstrijd             | Uitslag |
| -- | --------- | ----------------- | --------------------------- | --------------------- | ------- |
| 1  | Sofia     | 23 april 1969     | WK 1970 kwalificatie        | Bulgarije – Luxemburg | 2 – 1   |
| 2  | Luxemburg | 7 december 1969   | WK 1970 kwalificatie        | Luxemburg – Bulgarije | 1 – 3   |
| 3  | Sofia     | 5 december 1984   | WK 1986 kwalificatie        | Bulgarije – Luxemburg | 4 – 0   |
| 4  | Luxemburg | 25 september 1985 | WK 1986 kwalificatie        | Luxemburg – Bulgarije | 1 – 3   |
| 5  | Luxemburg | 30 april 1987     | EK 1988 kwalificatie        | Luxemburg – Bulgarije | 1 – 4   |
| 6  | Sofia     | 20 mei 1987       | EK 1988 kwalificatie        | Bulgarije – Luxemburg | 3 – 0   |
| 7  | Luxemburg | 8 oktober 1996    | WK 1998 kwalificatie        | Luxemburg – Bulgarije | 1 – 2   |
| 8  | Boergas   | 8 juni 1997       | WK 1998 kwalificatie        | Bulgarije – Luxemburg | 4 – 0   |
| 9  | Luxemburg | 31 maart 1999     | EK 2000 kwalificatie        | Luxemburg – Bulgarije | 0 – 2   |
| 10 | Sofia     | 10 oktober 1999   | EK 2000 kwalificatie        | Bulgarije – Luxemburg | 3 – 0   |
| 11 | Luxemburg | 11 oktober 2006   | EK 2008 kwalificatie        | Luxemburg – Bulgarije | 0 – 1   |
| 12 | Sofia     | 12 september 2007 | EK 2008 kwalificatie        | Bulgarije – Luxemburg | 3 – 0   |
| 13 | Sofia     | 6 september 2016  | WK 2018 kwalificatie        | Bulgarije – Luxemburg | 4 – 3   |
| 14 | Luxemburg | 10 oktober 2017   | WK 2018 kwalificatie        | Luxemburg – Bulgarije | 1 – 1   |
| 15 | Luxemburg | 20 november 2022  | Vriendschappelijk           | Luxemburg − Bulgarije | 0 − 0   |
| 16 | Plovdiv   | 12 oktober 2024   | UEFA Nations League 2024/25 | Bulgarije − Luxemburg | 0 − 0   |
| 17 | Luxemburg | 15 november 2024  | UEFA Nations League 2024/25 | Luxemburg − Bulgarije | 0 − 1   |

## Samenvatting
| Competitie          | Totaal gespeeld | Winst Bulgarije | Gelijk | Winst Luxemburg | Doelsaldo Bulgarije – Luxemburg |
| ------------------- | --------------- | --------------- | ------ | --------------- | ------------------------------- |
| WK-kwalificatie     | 8               | 7               | 1      | 0               | 23 − 8                          |
| EK-kwalificatie     | 6               | 6               | 0      | 0               | 16 − 1                          |
| UEFA Nations League | 2               | 1               | 1      | 0               | 1 − 0                           |
| Vriendschappelijk   | 1               | 0               | 1      | 0               | 0 − 0                           |
| Totaal              | 17              | 14              | 3      | 0               | 40 − 9                          |

Wedstrijden bepaald door strafschoppen worden, in lijn met de FIFA, als een gelijkspel gerekend.